# Jaroslav Svjatoslavič
Svatý Jaroslav Svjatoslavič zvaný také Konstantin (křtěný Pankratij; 1071? – 1129, Murom) byl kníže muromský, černigovský a rjazaňský z dynastie Rurikovců.

## Život

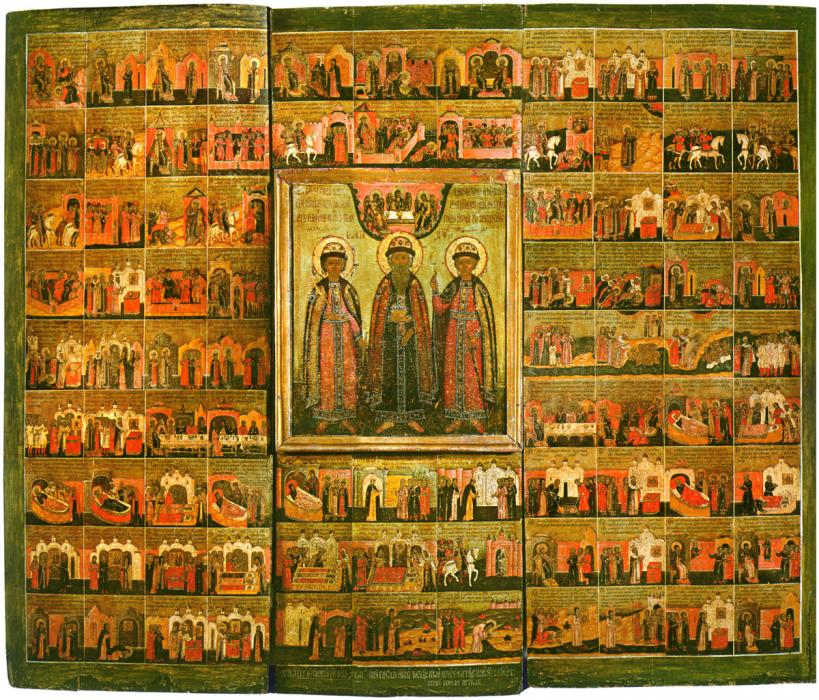
Ikona Jaroslava a jeho synů

Narodil se asi roku 1071 nebo 1072 jako syn knížete Svjatoslava II. Jaroslaviče a jeho manželky Ody Stadenské, zřejmě dcery markraběte Luitpolda Babenberského. Podle některých pramenů vyrůstal v Německu, kam uprchl se svou matkou po smrti otce. Podle legendy zdědila Oda po svém manželi velké poklady, většinu z nich ukryla a později je nalezl Jaroslav.
První zmínka o něm pochází z roku 1096, kdy se zúčastnil války proti Vladimíru Monomachovi v letech (1094–1097) a to na straně svého bratra Olega Svjatoslaviče. V roce 1097 se se svými bratry Olegem a Davidem zúčastnil knížecího Lubečského sjezdu, kde bylo Černigovské knížectví rozděleno na tři části. Černigov získal David, Novgorod-Severskij Oleg a Murom-Rjazaň Jaroslav.
V roce 1101 se s dalšími knížaty zúčastnil uzavření míru s Kumány.
Dne 4. března 1103 utrpěl porážku od Mordvinců.
Poté, co roku 1123 zemřel jeho bratr David, Jaroslav se přesunul do Černigova a v Muromi se usadil Vsevolod Davidovič. Roku 1127 vyhnal Vsevolod Olgovič svého strýce Jaroslava z Černigova a jeho družina byla zbita a okradena. Jaroslav požádal o pomoc kyjevského knížete Mstislava Vladimíroviče, který vyjednával s Vsevolodem, avšak neúspěšně.
Jaroslav se snažil rozšířit křesťanství mezi pohany v Muromi. Jednou poslal svého syna Michaila jako posla mezi pohany. Michail se nevrátil protože jej pohané zabili. Poté se Jaroslav rozhodl navštívit je sám, pohané jej přijali, ale nepřestoupili ke křesťanství. Poté se pohané rozhodli zabít Jaroslava, ten vyšel s ikonou Muromské Matky Boží, načež se povstalci uklidnili a nakonec souhlasili s přijetím křtu. Křest probíhal v řece Oka. Na místě zavraždění svého syna nechal postavit chrám Zvěstování a později chrám sv. Borise a Gleba.
Při šíření křesťanství mu horlivě pomáhal jeho syn Fjodor.
Zemřel roku 1129 v Muromu.
Roku 1547 byl na Moskevském sněmu on a jeho synové Michail a Fjodor svatořečen. Jejich ostatky jsou uloženy v Blagoveščenském monastýru v Muromi.